# Koreanische Literatur
Die koreanische Literatur wurde zuerst nur auf Chinesisch geschrieben. Nur allmählich nach der Einführung des koreanischen Schriftsystems Hangeul wurde auf Koreanisch geschrieben. Die koreanische Literatur lässt sich nach der Entstehungszeit in zwei Gruppen einteilen: Werke, die vor dem 20. Jahrhundert geschrieben und entstanden sind, rechnet man in Nord- und Südkorea zur „klassischen Literatur“ (kor. 고전 문학, Gojeon munhak, [koʝənmunhak]), und die im und nach dem 20. Jahrhundert geschriebenen zur „modernen Literatur“ (현대 문학, Hyeondae munhak, [hjəndɛmunhak]). Die klassische Literatur umfasst zu einem großen Teil Werke, die auf Altchinesisch geschrieben sind, aber auch solche, die in Idu und in der Schreibweise des Hunminjeongeums geschrieben sind. Die moderne Literatur wird nach westlichen literarischen Genres eingeteilt.

## Klassische Literatur
1446 wurde eine unter König Sejong systematisch entwickelte neue Lautschrift vorgestellt, die das mühselige Erlernen der chinesischen Schrift vermeiden sollte: das Buch Hunmin chongum. Diese Schrift bildete die Grundlage einer regen Publikationstätigkeit buddhistischer Texte und konfuzianischer Klassiker für das „einfache“ Volk. Die allererste Veröffentlichung war jedoch ein Loblied auf die Herrscherfamilie der Joseon-Dynastie. In den „Liedern von den Drachen, die zum Himmel auffliegen“ (Yongbi ochon-ga), wurden die Taten der ersten Herrscher der Familie und ihrer Vorfahren gewürdigt. Im 16. und 17. Jahrhundert erschienen zahlreiche fiktionalisierte Biographien. Später kamen realistische Berichte über das Leben der städtischen Oberschichten und Familienromane hinzu. Doch wurde diese konfuzianisch geprägte Literatur für die Oberschichten und seit dem 18. Jahrhundert auch die für die ärmeren Klassen weiterhin in chinesischer Sprache verfasst. Viele der Autoren sind nicht identifizierbar; erst seit dem 19. Jahrhundert treten einzelne Autoren ins Licht.

### Dichtungen (Formen)
- Hyangga (향가, [hjaŋga])
- Sijo (시조, [siʝo])

### Romane (Genres)
- Chunhyang jeon (춘향전, [cʰunhaŋʝən])
- Heungbu jeon (흥부전, [hɨŋbuʝən])
- Simcheong jeon (심청전, [simcʰəŋʝən])
- Yangban jeon (양반전, [jaŋbanʝən])
- Heosaeng jeon (허생전, [həsɛŋʝən])
- Bakssi jeon (박씨전, [paksʼʝən])
- Baebijang jeon (배비장전, [pɛbiʝaŋʝən])
- Unyeong jeon (운영전, [unɲjəŋʝən])
- Jusaeng jeon (주생전, [cusɛŋʝən])
- Imjin rok (임진록, [imʝinok])
- Hangjung rok (한중록, [hanʝuŋnok])
- Guunmong (구운몽, [kounmoŋ])
- Sassinamjeong gi (사씨남정기, [sasʼinamʝəŋgi])
- Gyechukilgi (계축일기, [kjecʰukilgi])
- Hojil (호질, [hoʝil])

## Moderne Literatur
Die im 15. Jahrhundert geschaffene koreanische Schrift hatte seit dem 18. Jahrhundert nur ein Schattendasein geführt, wurde aber nach dem von Japan erzwungenen Ende der engen Bindung an China ein wichtiges Instrument bei der Schaffung einer neuen Identität. Seit 1896 wurden Zeitschriften gegründet. Ab der Jahrhundertwende vom 19. zum 20. Jahrhundert kamen Einflüsse aus Europa und Amerika hinzu, die durch Missionsgesellschaften und das modernisierte Schulsystem sowie durch die Ausbildung der Eliten in Japan befördert wurden. Es entstand ein an der gesprochenen Umgangssprache orientierter Prosastil, der sich von den schriftsprachlichen Einflüssen des Chinesischen befreite. Eine eigenständige Literatur konnte sich jedoch unter japanischer Hegemonie kaum entwickeln.

### Nordkorea
Wie alle Kunstgattungen in Nordkorea unterliegt auch die Belletristik der Zensur der nordkoreanischen Behörden. Wichtigste Themen sind die Problematik der Teilung Koreas in Nord- und Südkorea und die „Heldentaten“ von Kim Il-sung und seinen Genossen. Hyeonseo Lee, die in Nordkorea aufgewachsen war, verfasste nach ihrer Flucht ihre Biographie und Fluchtgeschichte.

### Südkorea

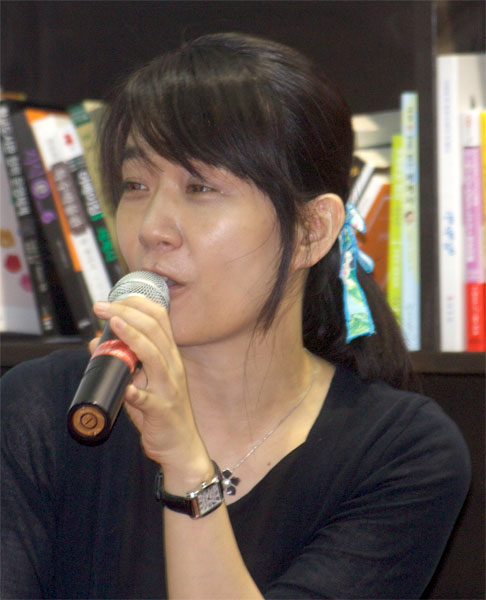
Han Kang, Trägerin des Literaturnobelpreises 2024

Wichtige Autoren aus Südkorea, die schon vor dem Zweiten Weltkrieg in koreanischer Sprache schrieben und sich weigerten, Japanisch zu benutzen, waren der Verfasser von Romanen und Kurzgeschichten Hwang Sun-won (1915–2000) und Park Chong-hwa (1901–1981), der sich schon in den 1920er Jahren mit der nationalen Identität Koreas auseinandersetzte und die Thematik des Koreakriegs in realistischer Weise behandelte. Kim Su-yong (1921–1968), ein Vertreter der modernistischen Lyrik, war zeitweise in Nordkorea gefangen und als Übersetzer tätig. Hwang Sok-yong (* 1943) wurde in den 1960er Jahren verhaftet und musste in Vietnam auf amerikanischer Seite kämpfen; er befasst sich mit den moralischen Verwüstungen des Krieges und dem Zusammenbruch traditioneller Wertsysteme und schreibt auch historische Romane.
Cho Se-hui und Yi Mun-yol gehörten in den 1970er Jahren zur oppositionellen literarisch-politischen Bewegung um die Zeitschrift Munji (abgekürzt für „Literatur und Intelligenz“), die in den 1980ern verboten wurde. Der ökologisch engagierte Lyriker Choi Seung-ho hat die Deshumanisierung von Seoul in seinen zivilisationskritischen Gedichten thematisiert.
2016 wurde Han Kang für ihr Werk Die Vegetarierin mit dem prestigeträchtigen Man Booker International Prize ausgezeichnet und 2024 erhielt sie den Nobelpreis für Literatur. Ab Mitte der 2010er Jahre wurde koreanische Romane auch im Westen zunehmend populärer, analog zur Koreanischen Welle.
Zu den wichtigsten literarischen Auszeichnungen Südkoreas zählt der Yi-Sang-Literaturpreis.

#### Buchmarkt
Südkorea ist seit Jahren neben der Volksrepublik China der wichtigste Abnehmer deutscher Übersetzungslizenzen; Bücher für Kinder und Jugendliche, Klassiker und Philosophen werden auf der jährlichen Buchmesse in Seoul gehandelt.
Die südkoreanischen Schriftsteller Ko Un und Yi Mun-yol gelten seit Jahren als Anwärter auf den Nobelpreis. Auch jüngere südkoreanische Autoren werden in anderen europäischen Ländern viel gelesen, beispielsweise in Frankreich. Im deutschen Sprachgebiet fehlen oft gelungene Übersetzungen. Südkorea hatte als Gegenmaßnahme einen aufwändig gestalteten Auftritt als Gastland der Frankfurter Buchmesse 2005 mit staatlich geförderten Übersetzungen, Konzerten und mehr. In Südkorea füllen sich bei Literaturlesungen mitunter sogar Stadien.
Weltweit liegt Südkorea bei den Buch-Neuerscheinungen auf Platz sieben. Im Jahr 2004 waren es etwa 50.000 Bücher.

### DACH-Länder
Ein im deutschsprachigen Raum bekannter deutsch-koreanischer Autor ist Byung-Chul Han.

## Bibliographie
Bücher zur koreanischen Literatur:
- Kyo-Chul Chung [Chung Kyo-Chul]: Studien zu P'ansori: Ein Beitrag zu Geschichte, Wesensstruktur und Gestaltungsprinzipien des koreanischen Epengesanges. HICE: Seoul, 1997.
- Hanguk Yeokdae Munjip Chongseo Mongnok. Kyungin: Seoul, 2000.
- Hoyt, James Soaring: Phoenixes and Prancing Dragons: A Historical Survey of Korean Classical Literature. Jimoondang International: Somerset (Korean Studies Series, No. 20), 2000.
- Hunggyu Kim [Kim Hunggyu]: Understanding Korean literature. Sharpe: Armonk, NY, 1997.
- Lee, Peter H.: A History of Korean Literature. Cambridge University Press, 2003.
- Köhler, Kai: Aufbruch aus der Morgenstille. Koreanische Literatur in deutscher Übersetzung. literaturwissenschaft.de: Marburg, 2005.
- Eckardt, André: Geschichte der koreanischen Literatur. Kohlhammer: Stuttgart (Sprache und Literatur 28), 1968.
- McCann, David R.: Early Korean Literature: Selections and Introductions. Columbia University Press: New York, 2000.
- Korean National Commission for UNESCO: Korean Literature: Its Classical Heritage and Modern Breakthroughs. Hollym: Seoul, 2003, ISBN 1-56591-176-8.